# Bloodrocuted
Bloodrocuted ist eine belgische Thrash-Metal-Band aus Brüssel, die 2010 gegründet wurde. Der aktuelle Sitz der Gruppe ist in Eppegem.

## Geschichte
Die Band wurde 2010 von dem Bassisten Daan Swinnen und dem Gitarristen und Sänger Bob Briessinck in einem Keller in Brüssel gegründet. 2012 wurde die Besetzung durch das Hinzukommen des Gitarristen Jason Bond und des Schlagzeugers Gaëtan De Vos vervollständigt. 2013 wurde daraufhin das Debütalbum Doomed to Annihilation aufgenommen und im selben Jahr veröffentlicht. Sechs Monate nach der Veröffentlichung schloss sich das Demo Persecution of the Misanthrope an, das eine Auflage von 100 Stück hat. Seit ihrem ersten Auftritt Anfang 2012 hatte die Band über 50 Konzerte in Belgien abgehalten und war dabei zusammen mit Skeletonwitch, Havok, Hail of Bullets, Melechesh, Angelus Apatrida, Bonded by Blood, Hirax, Diablo Blvd, Mystifier und Darkness aufgetreten. Zudem hatte die Gruppe auch in den Niederlanden und Deutschland gespielt. Im Sommer 2014 wurden die Arbeiten zum zweiten Album Disaster Strikes Back beendet. Daraufhin begannen die Aufnahmen im August und dauerten zwei Wochen an. 2015 wurde das Album unter dem Namen Disaster Strikes Back veröffentlicht. Der Veröffentlichung schloss sich eine Europatournee mit Suicidal Angels, Dr. Living Dead! und Angelus Apatrida an. Kurz nach der Tour verließ De Vos die Besetzung, woraufhin Sander Vogt seinen Platz einnahm. Daraufhin ging die Band auf eine Tour durch Großbritannien, spielte auf dem Antwerp Metal Fest, trat zusammen mit Havok, Nervosa, Enthroned und Voivod auf und war auf den Metaldays in Slowenien zu sehen. Im Februar 2016 verstarb Ex-Mitglied Gaëtan De Vos. Nach zwei Jahren Live-Aktivität verließen Briessinck und Vogt 2016 die Besetzung, die schon kurz darauf durch Ben Van Peteghem am Schlagzeug und Dennis Wyffels an der E-Gitarre ersetzt wurden. Dergestalt komplettiert, wurde das nächste Album For the Dead Travel Fast aufgenommen, dessen Veröffentlichung für März 2017 geplant ist.

## Stil
In der Bandbiografie auf bloodrocuted.com werden Suicidal Angels als größter sowie Havok und Fueled by Fire als weitere Einflüsse genannt. Joxe Schaefer von crossfire-metal.de schrieb in seiner Rezension zu Doomed to Annihilation, dass hierauf Thrash Metal zu hören sei, der durch Hardcore Punk beeinflusst klinge. Dies könne man besonders merken, „wenn Shouter und Gitarrist mit seiner Brüllstimme in nur einer Tonlage bellt, aber die Message voll rüberbringt“. In den Songs verarbeite die Band Soli und gelegentliche melodische Passagen. Laut Christopher Santaniello von metal-observer.com ist auf Disaster Strikes Back moderner Thrash Metal zu hören, der an frühen Death Metal grenze. In den Songs setze die Band Tremolo-Riffs und Blastbeats ein und verarbeite dabei Einflüsse von Slayer, Morbid Angel und Demolition Hammer.

## Diskografie
- 2013: Doomed to Annihilation (Album, Eigenveröffentlichung)
- 2014: Persecution of the Misanthrope (Demo, Eigenveröffentlichung)
- 2015: Disaster Strikes Back (Album, Punishment 18 Records)
- 2016: Profanity (Demo, Eigenveröffentlichung)